# Draft de l'NBA del 1970
El Draft de l'NBA de 1970 és conegut com un dels que ha aportat jugadors amb més talent a l'NBA. 5 jugadors són membres actualment del Basketball Hall of Fame (Pete Maravich, Dave Cowens, Calvin Murphy, Bob Lanier, i Nate Archibald), i 3 d'ells (Maravich, Cowens i Archibald) van ser escollits l'any 1996 com a part dels 50 millors jugadors de la història de l'NBA.

## Primera ronda
|  | = All-Star     |
|  | = Hall of Fame |

| Posició | Jugador          | Nacionalitat | Equip de l'NBA         | Origen (Universitat/club) |
| ------- | ---------------- | ------------ | ---------------------- | ------------------------- |
| 1       | Bob Lanier       | Estats Units | Detroit Pistons        | St. Bonaventure           |
| 2       | Rudy Tomjanovich | Estats Units | San Diego Rockets      | Michigan                  |
| 3       | Pete Maravich    | Estats Units | Atlanta Hawks          | LSU                       |
| 4       | Dave Cowens      | Estats Units | Boston Celtics         | Florida State             |
| 5       | Sam Lacey        | Estats Units | Cincinnati Royals      | New Mexico State          |
| 6       | Jim Ard          | Estats Units | Seattle SuperSonics    | Cincinnati                |
| 7       | John Johnson     | Estats Units | Cleveland Cavaliers    | Iowa                      |
| 8       | Geoff Petrie     | Estats Units | Portland Trail Blazers | Princeton                 |
| 9       | George Johnson   | Estats Units | Baltimore Bullets      | Stephen F. Austin         |
| 10      | Greg Howard      | Estats Units | Phoenix Suns           | New Mexico                |
| 11      | Jimmy Collins    | Estats Units | Chicago Bulls          | New Mexico State          |
| 12      | Al Henry         | Estats Units | Philadelphia 76ers     | Wisconsin                 |
| 13      | Jim McMillian    | Estats Units | Los Angeles Lakers     | Columbia                  |
| 14      | John Vallely     | Estats Units | Atlanta Hawks          | UCLA                      |
| 15      | John Hummer      | Estats Units | Buffalo Braves         | Princeton                 |
| 16      | Gary Freeman     | Estats Units | Milwaukee Bucks        | Oregon State              |
| 17      | Mike Price       | Estats Units | New York Knicks        | Illinois                  |

## Segona ronda
| Posició | Jugador        | Nacionalitat | Equip de l'NBA         | Origen (Universitat/club) |
| ------- | -------------- | ------------ | ---------------------- | ------------------------- |
| 18      | Calvin Murphy  | Estats Units | San Diego Rockets      | Niagara                   |
| 19      | Nate Archibald | Estats Units | Cincinnati Royals      | UTEP                      |
| 20      | Jake Ford      | Estats Units | Seattle SuperSonics    | Maryland State            |
| 21      | Rex Morgan     | Estats Units | Boston Celtics         | Jacksonville              |
| 22      | Doug Cook      | Estats Units | Cincinnati Royals      | Davidson                  |
| 23      | Pete Cross     | Estats Units | Seattle SuperSonics    | San Francisco             |
| 24      | Cornell Warner | Estats Units | Buffalo Braves         | Jackson State             |
| 25      | Walt Gilmore   | Estats Units | Portland Trail Blazers | Fort Valley State         |
| 26      | Dave Sorenson  | Estats Units | Cleveland Cavaliers    | Ohio State                |
| 27      | Fred Taylor    | Estats Units | Phoenix Suns           | Pan American              |
| 28      | Paul Ruffner   | Estats Units | Chicago Bulls          | BYU                       |
| 29      | Joe DePre      | Estats Units | Phoenix Suns           | St. John's                |
| 30      | Earnest Killum | Estats Units | Los Angeles Lakers     | Stetson                   |
| 31      | Dan Hester     | Estats Units | Atlanta Hawks          | LSU                       |
| 32      | Ken Warzynski  | Estats Units | Detroit Pistons        | DePaul                    |
| 33      | Bill Zopf      | Estats Units | Milwaukee Bucks        | Duquesne                  |
| 34      | Howie Wright   | Estats Units | New York Knicks        | Austin Peay               |